# Freda Huson
Freda Huson  (* 24. Mai 1964 in Smithers, British Columbia, Kanada) ist eine kanadische Umweltaktivistin und ein Oberhaupt des indigenen Volkes der Wet'suwet'en. 2021 erhielt sie den Right Livelihood Award ("Alternativer Nobelpreis").

## Leben und Wirken
Freda Huson ist ein weibliches Oberhaupt der Wet'sewut'en, das in weiblicher Linie geführt wird. Sie fühlt sich der Natur intensiv verbunden, pflegt auch die spirituellen Überlieferungen ihres Volkes und hat eine Ausbildung als Ökonomin. 
2009 zog sie in ein Waldgebiet ihres Stammes am Morice River in British Columbia und gründete dort ein Protestcamp gegen die geplante Coastal GasLink Pipeline, die Schiefergas durch das Gebiet leiten soll. Mit einer befreundeten Psychologin begründete sie darüber hinaus ein Gesundheitszentrum, das Traumata durch Rückzug in die Natur der Wälder heilen soll. Freda Huson lebt in einer einfachen Blockhütte mit zwei Zimmern im Protestcamp im Wald. Auf diese Weise soll der Weiterbau der Gaspipeline durch dieses Gebiet erschwert werden. In dem Gesundheitszentrum werden einfache Unterkünfte für Gäste angeboten. 
2020 wurden Freda Huson und einige Mitstreiterinnen von der Polizei für einige Stunden verhaftet, weil sie richterliche Entscheidungen zugunsten des Pipeline-Projekts nicht befolgten. Daraufhin gab es landesweite Proteste und Solidarisierungen mit ihnen.